# E-Prix di Pechino
L'E-Prix di Pechino è stato un evento automobilistico con cadenza annuale destinato alle vetture a trazione interamente elettrica del campionato di Formula E tenuto a Pechino. La prima edizione si è corsa il 13 settembre 2014, ed è stato il primo E-Prix nella storia della categoria.

## Circuito

Mappa del circuito cittadino di Pechino

L'evento si è disputato per due edizioni sul circuito cittadino di Pechino, che si trova in prossimità dello stadio olimpico di Pechino, il cosiddetto Bird's Nest utilizzato per le Olimpiadi 2008. Lungo circa 3,4 km che si snodano attorno allo stadio, è composto da 20 curve.

## Albo d'oro
| Edizione | Tracciato                     | Vincitore                      | Pole position                  | Giro veloce                    |
| -------- | ----------------------------- | ------------------------------ | ------------------------------ | ------------------------------ |
| 2014     | Circuito cittadino di Pechino | Lucas Di Grassi Audi Sport ABT | Nicolas Prost Renault-e.dams   | Takuma Satō Team Aguri         |
| 2015     | Circuito cittadino di Pechino | Sébastien Buemi Renault-e.dams | Sébastien Buemi Renault-e.dams | Sébastien Buemi Renault-e.dams |